# موثوقية المقيمين
موثوقية المقيمين أو اتفاق المقيمين في الإحصاء هي درجة الاتفاق بين المراقبين المستقلين الذين يقيّمون نفس الظاهرة. يجب أن تظهر أدوات التقييم التي تعتمد على التقييمات موثوقية جيدة بين المقيّمين، وإلا فهي ليست اختبارات صالحة. تستخدم العديد من الإحصائيات لتحديد الموثوقية بين المُقيّمين. الإحصائيات المختلفة مناسبة لأنواع مختلفة من القياس. بعض الخيارات هي الاحتمال المشترك للاتفاق، مثل معامل كوهين كابا وغيره.